# Rakoši!
Rakoši! je 675. redovna epizoda Zagora objavljena u svesci #207. u izdanju Veselog četvrtka. Na kioscima u Srbiji se pojavila 14. decembra 2023. Koštala je 350 din (3 €; 3,2 $). Imala je 94 strane. Ovo je 4. deo duže epizode, koja ima pet nastavaka. Počela u #204, a završila se u #209.

## Originalna epizoda
Originalna sveska pod nazivom Rakosi! objavljena je premijerno u #675. regularne edicije Zagora u izdanju Bonelija u Italiji 1.10.2021. Epizodu je nacrtao Valter Venturi, a scenario napisao Rauh Jakopo. Naslovnu stranu je nacrtao Alesandro Pičineli. Cena sveske na evropskom tržištu iznosila je 4,9 €.

## Kratak sadržaj
Tokom noći u londonskoj četvrti Sadark, grofica Ilena Varga i njen pratical Tomas sapašavaju prostitutku od pljačke. Kada stignu na groblje tamo ih dočeka grof Rakopi koji je vodi u dvorac na Karpatima (pogledati početak ep. Neupokojeni). Rakoši okuplja lokalne mađarske meštane kojima obećava vlast u Karpatima ako mu pomognu da postane vladar novog carstva. Za to vreme Zagor i ostali stižu do slovačkog grada Kremnice, sa ciljem da krenu prema jugu ka granici sa Mađarskom gde se nalazi Farkaš Eđe (Vučji vrh) gde se nalazi Rakošijev dvorac. Kada sitignu da grada Kremnica, Janoš ne uspeva da dobije od lokalnog komandanta vojnu pratnju za dalji put prema Vučjem vrhu. Za to vreme, Frida postaje sve slabija zbog ujeda vampira (vidi svesku #205: Lonodnske noći) i sve teže podnosi dnevnu svetslost. nakon što su naišli na nekoliko lokalnih meštana Mađara, oni ih vode u obližnje mesto sa dominatno mađarskom populacijom. Nekoliko meštana, kojima je Rakoši oteo bližnje, odlučuje da krene sa Zagorom prema negovom dvorcu. Grupa se razdvaja u dve manje grupe od kojih jednu ubija snežna lavina, dok drugu napadaju cigani, koji ubijaju sve osim Zagora. U tom trenutku, Rakoši ustaje iz sanduka u svom dvorcu.

## Vremensko određenje epizode
Deo epizode se dešava u Londonu oko 1888. u vreme kada se desila serija misterioznih ubistava (pet žena pod imenom Kanonska petorka) za koje se verovalo da ih je počinio Džek Trbosek. Zagor i Čiko u London stižu brodom čiji stariji kapetan kaže da se kao mlad mornar borio u bici kod Trafalgara 1805. god. zajedno sa admiralom Nelsonom (1785-1805). Deo radnje epizode se dešava u Austrouagrskoj na čijem čelu je u tom trenutku bio Franz Jozef Prvi, car Austrije i kralj Ugarske.

## Prethodno objavljivanje ove epizode
Ova epizoda već je objavljena u Srbiji u posebnoj ediciji Zagora Odabrane priče pod nazivom Rakoši! na stranama 285-378. Sveska je izašla 28.4.2022. kao #60.

## Prethodna i naredna epizoda
Prethodna sveska Zagora u okviru redovne edicije nosila je naslov Neupokojeni (#206), a naredna Dvorac vampira (#208).
Pogledati: Spisak epizoda Zagora